# Dammi la mano
Dammi la mano (Donne-moi la main) è un film del 2008 diretto da Pascal-Alex Vincent. Il film è stato presentato al Torino Film Festival il 27 novembre 2008.
La pellicola è ispirata ai gemelli Victor e Alexandre Carril, gli attori protagonisti, che erano noti nel quartiere di residenza del regista per il loro violenti scontri fisici. Sono stati selezionati personalmente dal regista.

## Trama
Antoine e Quentin sono due gemelli francesi di diciotto anni che abitano nel nord della Francia. Nonostante siano pressoché identici sia fisicamente che nei lineamenti, Quentin ha un carattere molto forte e autoritario, invece, Antoine è più introverso. Alla morte della madre i ragazzi, all'insaputa del padre e senza soldi, decidono di attraversare, con mezzi di fortuna, la Francia per recarsi al funerale a Pasaïa, nei Paesi Baschi. Nel lungo viaggio si imbattono in diverse avventure che evidenziano le loro differenze caratteriali.